# Dominikanerkloster Frankenstein

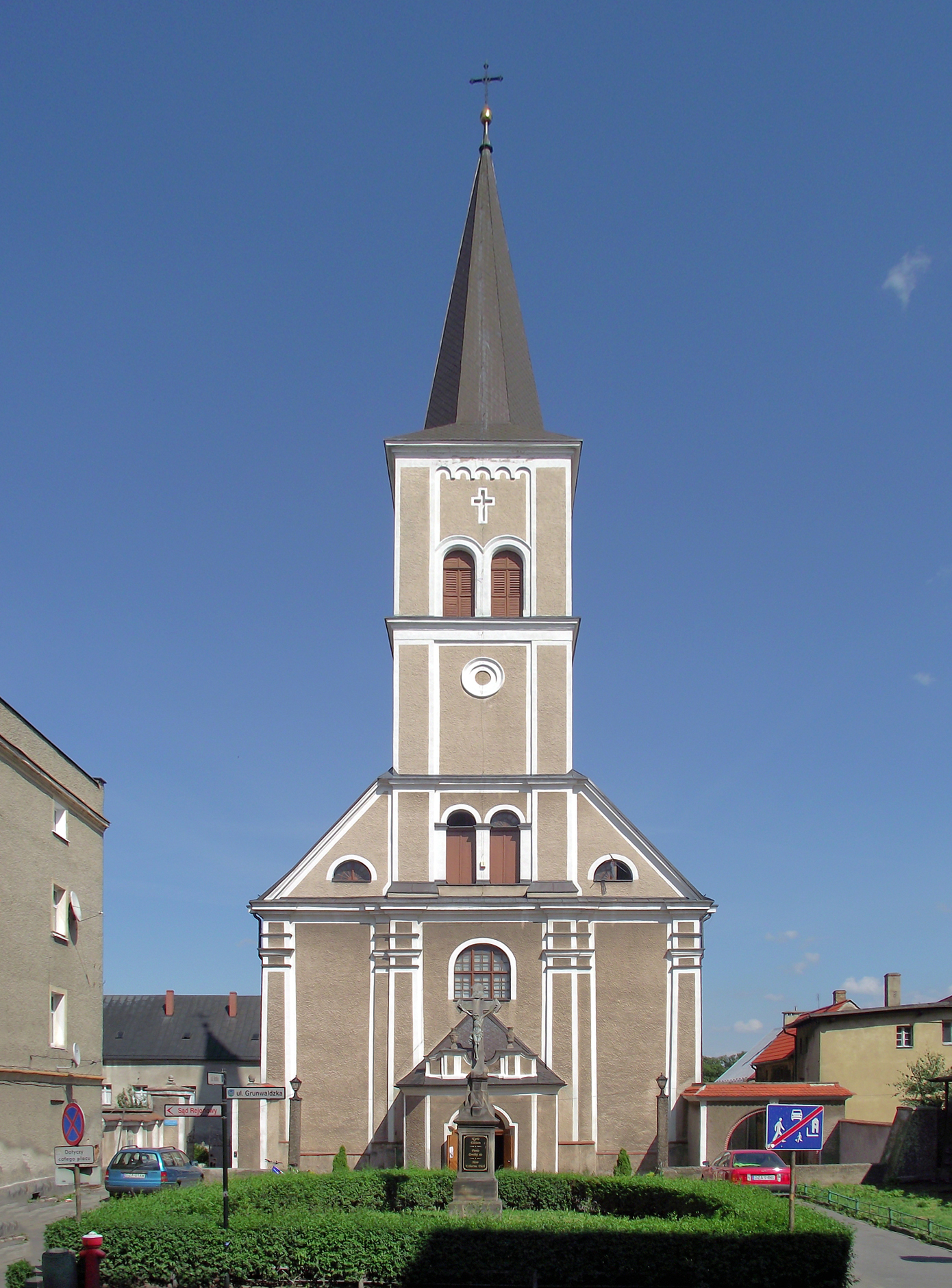
Kreuzerhöhungskirche

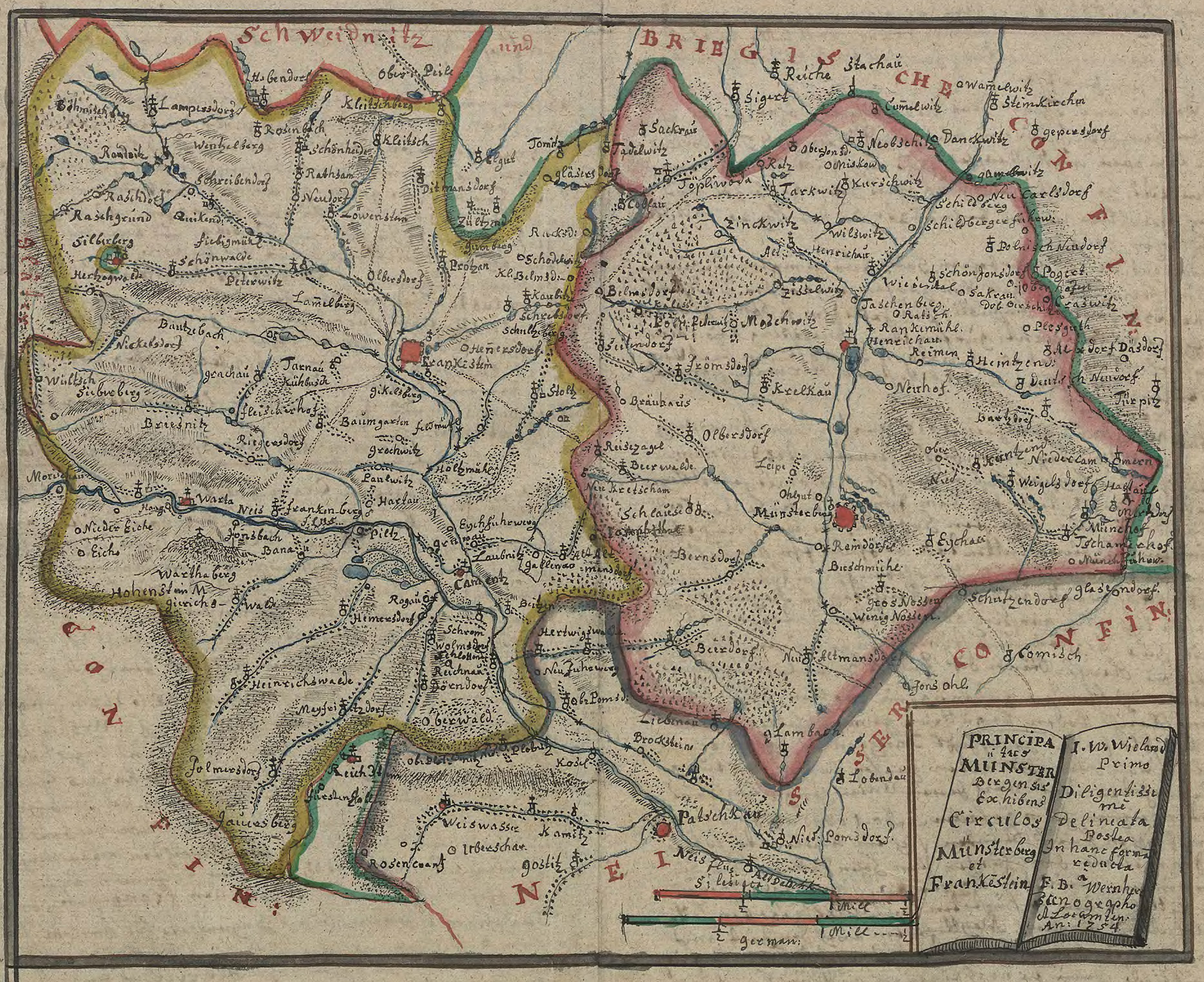
Das Herzogtum Münsterberg, 1736. Frankenstein (Frankistein) liegt im westlichen Teil des Herzogtums Münsterberg an der Glatzer Neiße

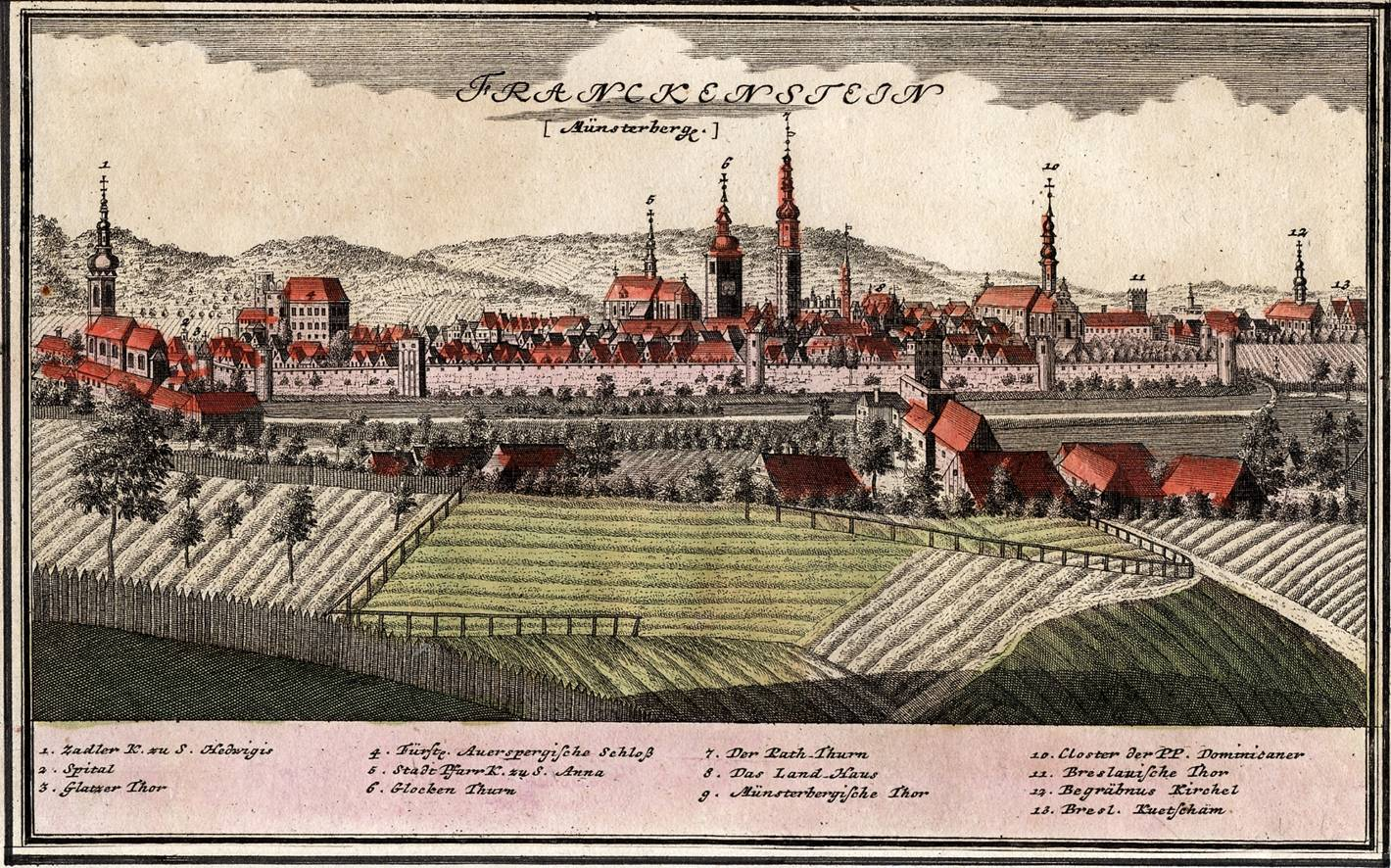
Prospekt der Stadt Frankenstein um 1730. Die Dominikanerkirche hat die Nr. 10. Aus Friedrich Bernhard Werner: Scenographia Urbium Silesiae. Tab. 7 von 1738

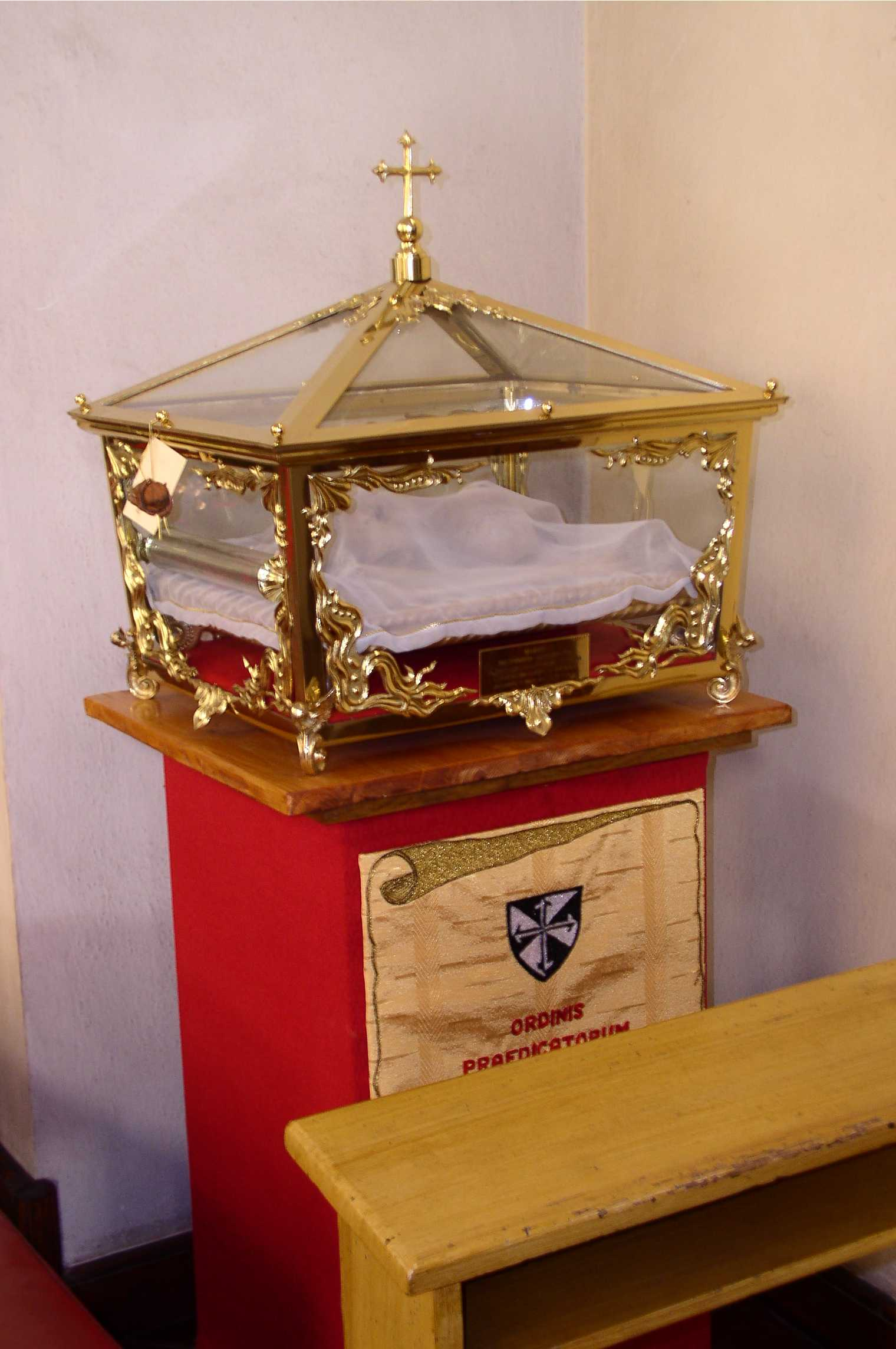
Reliquiar aus der Dominikanerzeit

Das Dominikanerkloster Frankenstein war ein Kloster des Prediger- oder Dominikanerordens (lateinisch Ordo (fratrum) Praedicatorum, Ordenskürzel: OP) in Frankenstein in Schlesien im damaligen Herzogtum Schweidnitz bzw. ab 1321 Herzogtum Münsterberg in Schlesien, seit 1945 Ząbkowice Śląskie in der Woiwodschaft Niederschlesien in Polen. Es ist nach 1287 entstanden. Es hatte ein Vorgängerkloster im benachbarten Frankenberg, das 1285/87 zu Gunsten des neuen Klosters in Frankenstein aufgegeben wurde. In der Reformationszeit verließen immer mehr Ordensbrüder das Kloster in Frankenstein. 1542 wurde es von den damals regierenden Herzögen Johann, Heinrich, Joachim und Georg II. eingezogen und der Stadt Frankenstein übergeben. Die letzten zwei Mönche durften bis an ihr Lebensende in Kloster wohnen. 1548 starb der letzte Dominikanerbruder, und danach stand die Klosterkirche leer; 1576 wurde sie durch den Frankensteiner Stadtrat an die protestantische Gemeinde übergeben. Nachdem die Dominikaner 1629 zurückkehren durften, mussten ihnen die Klostergebäude und die Klosterkirche wieder übergeben werden. 1810 wurde das Kloster säkularisiert und 1819 erneut der evangelischen Gemeinde übergeben. Nach der Vertreibung der deutschen Einwohner infolge des Zweiten Weltkriegs 1945/46 wurden Kloster und Kirche von den polnischen Franziskanern übernommen. Heute befindet sich in den Gebäuden ein Kloster der Klarissen von der Ewigen Anbetung.

## Lage
Die ehemalige Klosterkirche liegt im Norden des Stadtkerns an der ul. Grunwaldzka. Sie ist der Kreuzerhöhung gewidmet (Kościół Podwyższenia Krzyża Świętego) und wird als katholisches Gotteshaus genutzt. Die Klosterkirche hatte ursprünglich das Patrozinium zum Heiligen Kreuz.

## Geschichte
Die Dominikaner waren ein Bettelorden, der 1215 als Predigergemeinschaft auf Grundlage der Augustinusregel zugelassen wurde. Durch das Armutsprinzip und ihre Predigten in Landessprache waren sie besonders in den unteren Bevölkerungsschichten sehr beliebt. Schon 1228 entstand in Breslau das erste Dominikanerkloster in Schlesien. Wann die Dominikaner nun nach Frankenberg kamen und das Vorgängerkloster in Frankenberg gründeten, ist nicht genau bekannt. Aufgrund der im folgenden Kapitel geschilderten Ereignisse muss die Gründung allerdings deutlich vor 1284 liegen.

### Das Vorgängerkloster Frankenberg
Das Dominikanerkloster in Frankenberg an der Glatzer Neiße wurde erstmals 1284 urkundlich erwähnt. Seine Lage innerhalb von Frankenberg ist völlig ungewiss. Nach Eduard Mühle soll der Stifter des Klosters eben jener Herzog Heinrich IV. gewesen sein, der die Dominikaner 1285 aus seinem Herzogtum Breslau vertrieb. Heinrich IV. (Herzog im Herzogtum Schlesien von 1270 bis 1290) führte von 1274 bis 1287 einen zeitweise sogar gewaltsam ausgetragenen Konflikt mit dem Breslauer Bischof Thomas II. um die Zehntzahlungen der ohne herzoglichen Konsent von Bischof Thomas II. neu angelegten, deutschsprachigen Dörfer im damaligen Herzogtum Breslau. 1282 kam es zu einem Schiedsspruch, dem jedoch Bischof und Herzog nicht zustimmten. Der Herzog appellierte deshalb an den Heiligen Stuhl. Der Schiedsspruch bestimmte, dass der Herzog, wenn er sich nicht an den Schiedsspruch halte, wieder dem Kirchenbann verfalle. 1284 erklärte Bischof Thomas II. einseitig, dass dieser Fall eingetreten sei. Die Geistlichkeit des Bistums widersprach zwar und forderte den Bischof auf, den Streit auf friedlichem Weg beizulegen. Jedoch wurden sie vom Bischof ermahnt, der Herzog sei dem Kirchenbann verfallen, und sie hätten sich auf seine Seite zu stellen. Ein Breslauer Dominikanermönch wagte es nun, trotzdem öffentlich zu predigen. Daraufhin beantragte der Offizial beim Breslauer Dominikanerkonvent und bei Provinzial und Visitator der polnischen Ordensprovinz Bruder Vinzenz im Kloster Frankenberg die Bestrafung des Mönches. In Rom wirkten in dieser Zeit auch mehrere Kardinäle, großenteils Dominikaner auf Seiten von Bischof Thomas II. und brachten offenbar auch die Dominikanerkonvente im Herzogtum Breslau auf ihre Seite. Im Gegensatz dazu blieben die Franziskaner auf der Seite des Herzogs und missachteten das Interdikt. Herzog Heinrich IV. vertrieb daraufhin die Dominikaner 1285 aus ihren Klöstern in Breslau, Frankenberg, Löwen und Crossen (Croschna). Die Urkunde über die Vertreibung der Dominikaner aus ihren Klöstern datiert Gustav Stenzel auf den 2. Dezember 1285. Mit der Aussöhnung der beiden Kontrahenten 1287 konnten die Dominikaner wieder in ihre Klöster Breslau, Löwen und Crossen zurückkehren. Sie kehrten aber nicht nach Frankenberg zurück bzw. gaben ihr dortiges Kloster bald danach auf, das Kloster wird nach 1285 nicht mehr urkundlich erwähnt. Die Dominikaner von Frankenberg siedelten sich wohl in Frankenstein an; 1302 ist das neue Kloster in Frankenstein erstmals urkundlich belegt. Werner sieht den Grund in der Verlegung darin, dass Frankenstein Frankenberg in seiner Entwicklung zur Stadt überflügelt hatte.
Wenn das Kloster Frankenberg bereits 1284 Sitz des Provinzials der polnischen Ordensprovinz der Dominikaner war, und damit ein bedeutendes Kloster, muss es demnach deutlich vor 1284 gegründet worden sein.

### Die Klostergründung in Frankenstein
Der erste urkundliche Nachweis des Klosters in Frankenstein stammt vom 14. Oktober 1302. Damals bestätigte der Pfarrer Christen, dass der verstorbene Hermann, Erbvogt von Frankenstein, ihm und seinen Nachfolgern einen jährlichen Zins von einem Vierdung (oder ¼ Mark) vermacht habe. Dessen Sohn Arnold, der jetzige Erbvogt von Frankenstein setzte fest, dass davon 2 Skot jährlichen Zins aus einer Schuhbank kommen solle. Er stiftete außerdem zum Seelenheil seiner verstorbenen Mutter Catharina einen halben Vierdung zu Anniversarien für seine Eltern. Dafür schenkte Erbvogt Arnold die Schuhbank dem Pfarrer Christen und seinen Nachfolgern. Allerdings sollten davon auch noch 2 Skot Zins an die Dominikaner und 2 Skot an die Baukasse der Pfarrkirche gehen.
1376 kam es zum Streit zwischen dem Prior der Dominikaner Jacobus Pores und dem Stadtpfarrer Petrus Kunzendorf, der sich durch die kirchlichen Amtshandlungen der Dominikaner finanziell und auch amtlich geschädigt fühlte. Der Pfarrer beleidigte den Prior des Dominikanerkloster mündlich und schriftlich. Der Dominikanerprior beschuldigte hingegen den Pfarrer Schriftstücke gefälscht zu haben. Am 22. April 1376 kam es in Breslau durch Dirslaus von Schwenkfeld zu einem Vergleich. Der Pfarrer entschuldigte sich für die Beleidigungen und der Prior nahm seine Beschuldigungen wieder zurück. Der Pfarrer musste sich auch verpflichten, wieder alle Personen, die etwa bei den Dominikanern gebeichtet hatten, in der Pfarrkirche zu den Sakramenten zuzulassen.
1397 erhielten die Dominikaner von den Altaristen des neu fundierten Hedwigs- oder Fronleichnamsaltars in der Pfarrkirche, den Brüdern Hermann und Ambrosius einen jährlichen Zins von einer halben Mark für Kerzen zur Beleuchtung der Klosterkirche.
Stadtpfarrer Jacob Mönch schenkte den Dominikaner 1399 einen jährlichen Zins von 2 Mark zum Kauf von einer Tonne Heringe, da die Dominikaner ja kein Fleisch essen (durften). Sollten sie dieses Ordensgebot nicht einhalten, sollte ihnen der Zins allerdings wieder entzogen werden. Auch ein weiterer Frankensteiner Bürger, Peter Ilgner, überwies der Stadt einen jährlichen Zins, damit die Stadt den Dominikanern Heringe kaufen konnte (ohne Jahr).
1411 erlaubte der Troppauer Herzog Johann II., der zugleich Landeshauptmann von Glatz war, den Dominikanern in einem bereits im Böhmischen gelegenen Wald freien Holzeinschlag (wohl in der Nähe von Böhmischwald bei Gabersdorf). Als Gegenleistung sollten die Dominikaner das Anniversarium nach dem Tod des Spenders begehen.
1419 erhielten die Dominikaner vom Rat der Stadt Frankenstein jährlich auf Allerheiligen zwei weiße Tücher und eine Tonne Heringe. Für diese Gabe sollten sie ein doppeltes Anniversarium mit Vigilien und Totenmesse halten.
Aus dem Frankensteiner Konvent ging Johann Melzer (Braxatoris/Braxiatoris/Brasiotoris) hervor, der 1394 an der Universität Leipzig promovierte und später im Orden eine herausragende Stellung erreichte. Er war zeitweise Generalvikar des Ordensmeisters, dann Provinzial der polnischen Ordensprovinz der Dominikaner und wirkte bei der Reform der Dominikanerklöster Breslau, Brieg und Frankenstein mit. Er starb 1446 in Pirna und ist in der dortigen Dominkanerklosterkirche begraben.

### Die Zerstörung des Klosters in der Hussitenzeit und Wiederaufbau
Über den Fortschritt des Baues von Kloster und Kirche verlautet in den Urkunden nichts. 1428 muss die Klosterkirche aber fertig gebaut gewesen sein, denn sie wurde in diesem Jahr durch den Einfall der Hussiten zerstört oder zumindest schwer beschädigt. Der Subprior Nikolaus Carpentarius predigte gegen die Hussiten und tadelte sie wegen ihrer Gräueltaten. Er wurde vor der Kirche auf einem Scheiterhaufen mit aus den Kirchen der Stadt zusammengetragenen Heiligenbildern verbrannt. Ein weiterer Bruder, der Prediger Johannes Buda, wurde in Stücke gehauen, und den Diakon Andreas Kantor töteten sie mit Pfeilen, nachdem sie ihn an den Torflügel des Breslauer Tores aufgehängt hatten. Die drei Getöteten wurden später auf dem Klosterfriedhof beigesetzt, später exhumiert und in einem Reliquiar in der Kirche untergebracht. Hoffmann sah 1820 noch an einem Pfeiler der Kirche die Inschrift: „Anno DMNI MCCCCXXVIII ipse .. in passione crematus est frater Nicolaus Car... subprior hujus Conventus hunc sanctissime vitae in introitu Coemiterii ab Hussitis, eo quod aperte praedicavit contra sectam ipsorum. Eodem die occiderunt Fratrem Joannem Budani eadem de causa concidentes in Frusta: Et alium Fratrem Andream Cantor. Diaconum occiderunt per sagittam Foris valvam Wratislav. Tunc enim devastarunt multas Civitates et Villas et pro majori Parte totam Sleziam.“
Die Dominikaner machten sich in den Folgejahren an den Wiederaufbau. Dazu mussten sie auch zu Verkäufen schreiten. 1442 verkaufte der Prior des Dominikanerklosters Frankenstein, Heinrich Keller, seine innegehabte Scholtisei und das Gericht mit seinen Einnahmen im Dorf Kunzendorf dem Matthes Hartmann und dessen Erben. Von der Klosterkirche wurde vermutlich nur der Chor wieder hergestellt. 1452 erhielt das Kloster für eine Messstiftung einen Garten vor dem Münsterberger Tor von Martin Zimmermann. Dafür mussten die Dominikaner 30 Messen für die Familie des Schenkers lesen.
1455 nahm König Ladislaus von Ungarn und Böhmen Kloster und Kirche in Frankenstein in seinen besonderen Schutz, besonders den Turm. Mit diesem Turm war ein Rundturm gemeint, dessen Überreste in den 1930er Jahren noch im Mauerwerk zwischen Altarraum und Kirchenschiff und Klostergebäuden vorhanden waren. Möglicherweise diente dieser Turm damals noch Verteidigungszwecken. Werner schließt aus der Lage des Turms, dass damals die Kirche nur aus dem Chorraum bestand und das Schiff später angebaut wurde.
1432 wurde das Breslauer Dominikanerkloster reformiert. Zwar liegt für das Frankensteiner Kloster kein genaues Reformdatum vor, doch es kann als sicher gelten, dass es ebenfalls in dieser Zeit reformiert wurde. Die vier schlesischen Klöster (neben Breslau, Brieg und Frankenstein sowie das Dominikanerinnenkloster St. Katharina in Breslau), die sich der Reform angeschlossen hatten, wurden aus der polnischen Dominikanerprovinz eximiert und direkt dem Ordensmeister unterstellt.
1456 erhielt der Orden einen zweiten Garten, der „Krumme Garten“ genannt, der beim Galgenberg lag. Dafür mussten die Brüder eine Jahrzeit halten. 1458 konnte das Kloster mehrere Äcker kaufen, vier Joch von dem Frankensteiner Bürger Jakob Eisfried, und einige Äcker von Urban Walzinger, die die Hochschar genannt wurden. 1465 erhielt das Kloster von Barbara Buchwald ein Haus in der Webergasse in Frankenstein, und 1485 bestimmte Fabionessa von Kleutsch, dass ihr innegehabtes Gut in sechs Jahren dem Kloster zufallen solle. Einen dritten Garten erwarb das Kloster 1486 vor dem Lochtor am Mühlgraben. Er wurde 1746 in einen Fischteich umgestaltet. 1490 bestätigte Herzog Heinrich I. von Münsterberg-Oels den Schutzbrief von König Ladislaus.
Das Kloster wurde in den Jahren 1490 bis 1516 wieder aufgebaut oder neu gebaut. Ein Schlussstein im Gewölbe trägt die Jahreszahl 1515. 1518 wurde der hintere Teil der Klosterkirche (wohl Schiff) massiv erbaut und 1519 wurde das Gewölbe im Chor über dem Hochaltar eingezogen.

### Das erste Ende des Klosters in der Reformationszeit
1536 starb Herzog Karl I. von Münsterberg. Seine vier Söhne Joachim, Heinrich II., Johann und Georg II. regierten gemeinsam den väterlichen Besitz und führten in den folgenden Jahren die Reformation im Herzogtum ein. Unter dem Einfluss der Reformation verließen immer mehr Mönche das Kloster. 1534 waren es noch acht Konventualen im Kloster gewesen, 1541 noch zwei. 1541 hoben die vier herzoglichen Brüder das Kloster auf, und übergaben es 1542 an die Stadt unter der Bedingung, dass den letzten zwei Konventualen Wohnung, Kleidung und Unterhalt auf Lebenszeit gewährt werde. 1548 starb der letzte Mönch.
Die Stadt verlegte den Marstall in die Klostergebäude. Das Backhaus wurde Stallung, und die Zellen zu Gesindestuben umgestaltet. Die Klosterkirche wurde verschlossen und stand dann von 1548 bis 1576 leer; 1576 wurde die Klosterkirche durch die Stadt an die protestantische Gemeinde übergeben. Die Kirche wurde für den evangelischen Gottesdienst hergerichtet, und am 29. Oktober 1576 hielt Diakon Martin Hennig die erste evangelische Predigt in der ehemaligen Klosterkirche. 1586 erhielt die Kirche eine neue Orgel und einige Zünfte der Stadt ließen sich neue Bänke machen. Werner beschreibt 1930 noch eine Schuhmachergesellenbank.
1542 mussten die vier herzoglichen Brüder das verschuldete Herzogtum Münsterberg an ihren Onkel Herzog Friedrich II. von Liegnitz verpfänden. Nach dessen Tod 1547 löste der böhmische König und Lehensherr König Ferdinand I. das Herzogtum Münsterberg von den Erben des Friedrich II. von Liegnitz ein und kam dadurch in den direkten Besitz des Herzogtums. Das Herzogtum Münsterberg wurde nun vom Landesherrn wechselnden Herrschern übergeben. Von 1569 bis 1654 unterstand das Herzogtum Münsterberg wieder direkt dem Landesherrn.

### Die Wiederbelebung des Klosters
1629 rückten kaiserliche Truppen in die Stadt ein. Nach dem Restitutionsedikt Kaiser Ferdinands II. vom 6. März 1629 mussten die Protestanten das eingezogene Kloster mit seinen einstigen Besitzungen dem Dominikanerorden wieder zurückgeben. Zunächst nahm ein Jesuit namens Hölzl das Kloster wieder in Besitz und ließ dann drei Dominikanermönche nachkommen.  Das Kloster wurde neu eingeweiht. Die Verhandlungen über die Rückgabe der Besitzungen und Kapitalien des Klosters zogen sich jedoch hin. Noch im Jahr 1629 brannte das Kloster aus, wurde aber bis 1639 notdürftig wieder hergestellt. 1641 wurde der Klosterfriedhof erweitert. 1649 war die Restitution abgeschlossen und 1650 durch Kaiser Ferdinand II. bestätigt worden. Das Kloster verpflichtete sich, jährlich 12 Messen für den Magistrat zu lesen. Bis 1605 war die Exemtion der damals noch bestehenden schlesischen Reformklöster wieder aufgehoben und die schlesischen Dominikanerklöster wieder an die polnische Ordensprovinz angeschlossen worden. Dies traf auch auf das wieder besiedelte Kloster in Frankenstein zu.
1655 begann der Wiederaufbau des ruinösen Klosters mit Hilfe von Zuschüssen von Kaiser Leopold I., des Herzogs von Münsterberg Johann Weikhard von Auersperg und der Stadt Frankenstein. Zunächst wurde der Chorbereich neu eingedeckt und darauf ein Turm errichtet, in dessen Turmknopf man eine Urkunde von 1655 einlegte. 1661 wurde im Chor eine kleine Orgel auf einem Orgelchor aufgestellt. Der Wiederaufbau der Klosterkirche war langsam und erst 1669 konnte Abt Melchior vom Kloster Heinrichau die Klosterkirche feierlich einweihen. Die Wiederherstellung der Klostergebäude zog sich noch länger, bis 1687 hin. Der große Wohltäter des Klosters Herzog Johann Weikhard von Auersperg war schon am 7. Juli 1680, erst 48 Jahre alt, gestorben. Er war in der Klosterkirche beigesetzt worden.
Die Dominikaner bemühten sich in besonderem Maße für die Rekatholisierung der Bevölkerung. So wurde am Karfreitag des Jahres 1679 zum ersten Mal wieder eine Prozession seit der Reformation abgehalten, die von der Klosterkirche über den Stadtring zur Pfarrkirche mit seinem Heiligen Grab führte. Für die polnischsprachige Bevölkerung der näheren Umgebung hielten die Dominikaner Gottesdienst und Predigt in polnischer Sprache. Bis zum Anfang des 18. Jahrhunderts bekannte sich die Bevölkerung wieder vollständig zum katholischen Glauben.
Anscheinend war der Wiederaufbau der Klosterkirche nicht besonders sorgfältig ausgeführt worden, denn am 16. August 1688 stürzte ein Teil des Chores zusammen. Von 1689 bis 1701 wurde ein Neubau in barockem Stil aufgeführt. Der Turm wurde erst 1714 errichtet und der westliche Teil des Schiffes wurde erst 1716 angefügt. Doch auch dieser Bau blieb nicht von Bauschäden frei. Bereits 1725 mussten Anker gezogen werden, um die Stabilität der Kirche zu gewährleisten. Ein Erdbeben um Mitternacht des 27. Januar 1737 beschädigte die Gewölbe der Kirche und den Turm. Der Turm wurde dabei so stark in Mitleidenschaft gezogen, dass er im Jahr darauf abgetragen und neu gebaut werden musste. 1743 wurde ein neuer Hochaltar aufgestellt, der 1778 durch einen Blitzschlag schwer beschädigt wurde.
1706 wurden die schlesischen Dominikanerklöster an die böhmische Ordensprovinz angeschlossen. Nach Lehmann zählte der Konvent 1751 13 Mitglieder. 1754 wurden die 10 schlesischen Dominikanerklöster zur Congregatio S. Ceslai zusammengeschlossen und von der böhmischen Provinz abgetrennt. Nach Blasel hatte der Frankensteiner Konvent 1754 nun 16 Mitglieder. 1756 werden 17 Konventsmitglieder namentlich aufgeführt. Ende des 18. Jahrhunderts war der Konvent schon deutlich kleiner geworden. 1795 zählte das Kloster noch vier Priesterbrüder und drei Nicht-Priesterbrüder.

### Das endgültige Ende des Dominikanerklosters Frankenstein
1740/42 war Schlesien und damit auch Frankenstein unter preußische Herrschaft gekommen. Mit dem Säkularisationsedikt König Friedrich Wilhelms III. vom 30. Oktober 1810 wurde das Dominikanerkloster Frankenstein vom preußischen Staat eingezogen. Der Konvent zählte noch sieben Mitglieder: der Prior, drei Geistliche und drei Laienbrüder. Die Kirche durfte aber auch noch nach 1810 von den Mönchen zum Gottesdienst benutzt werden. Sie durften auch in den Klostergebäuden wohnen bleiben.
Am 23. August 1815 wurde dem letzten Prior Vincenz Mitschker allerdings von den Behörden eröffnet, dass er nach der Messe am folgenden Tag die Kirche abzuschließen und die Schlüssel beim Bürgermeister Polenz abzugeben habe. Die letzten Mönche zogen in andere Dominikanerklöster oder wurden pensioniert; der letzte in Frankenstein verbliebene Mönch, Ludovicus Herzog, starb schon ein Jahr später am 2. Juni 1816.
Am 16. Oktober 1815 wurde die Klosterkirche vom evangelischen Kirchenkollegium übernommen. Die Altäre wurden abgebrochen, der Kirchenschmuck entfernt. Am 5. November konnte die evangelische Gemeinde den ersten Gottesdienst feiern. 1819 wurde die ehemalige Klosterkirche auch Garnisonskirche.
Mit der Vertreibung der protestantischen Gemeinde aus Frankenstein wurden die Klostergebäude und die Kirche den Franziskanern übergeben. Die ehemalige Klosterkirche ist heute die Kreuzerhöhungskirche von Ząbkowice Śląskie.

### Priore und andere Klosterämter
Die Klostervorsteher wurden im Dominikanerorden meist Priore genannt, in der Stellung aber durchaus vergleichbar mit einem Abt in anderen katholischen Männerorden. Die Priore des Dominikanerklosters Frankenstein sind bisher nur sehr lückenhaft bekannt. An anderen Ämtern bzw. Würden im Konvent sind genannt, Subprior, Prediger und Kantor.
| Amtszeit              | Prior                      | Sonstige Ämter und Anmerkungen |
| --------------------- | -------------------------- | --- |
| 1376                  | Jacobus Pores              | Prior |
| 1442                  | Heinrich Kreller           | Prior |
| 1534                  | Valentin Hilscher († 1542) | Prior |
| nach 1542             | Nikolaus                   | Prior |
| 1629 bis 29. Mai 1630 | Abraham († 29. Mai 1630)   | Prior |
| ab 1630               | Ceslaus                    | Prior |
| 1641                  | Crispin(us) Mück           | Prior später Prior in Breslau |
| ?                     | George Gaschinski          | Prior |
| 1653 bis 1655         | Remigius                   | Prior Bruder Michael: Prediger |
| 1679                  | Ambrosius Schönhardt       | Prior |
| ?                     | Albert Ertel               | Prior |
| 1715                  | Joseph Senftleben          | Prior |
| (1751) bis (1752)     | Sigisbertus Lencke         | Prior und Lektor der Theologie war 1756 Prior im Dominikanerkloster Glogau |
| 1756 bis (1758)       | Dominicus Schmidt          | Prior Emanual Scholtz, Subprior |
| (1764)                | Joannes Richter            | Prior, Sigismundus Waltz, Theol. Magister, Emanual Scholtz, Subprior, Raphael Süssmuth, Prediger                                                                                    |
| (1769)                | Rolandus Kundt             | Prior, Marcellus Knirsch, Subprior |
| (1778) bis (1779)     | Damianus Schmidt           | Prior, Peregrinus Spitzer, Subprior und Sonntagsprediger |
| (1780)                | Damianus Schmidt           | Prior, Mathaeus Klambt, Subprior |
| (1782)                | Matthaeus Klambt           | Prior, Coelestinus Simon, Subprior und Prediger |
| (1789)                | Edmundus Adam              | Prior, Dominicus Sauer, Subprior, Ludwig Herzog, Vikar, Petrus Buchmann, Prediger, Sigismundus Weis, Procurator, Vincentius Milschke, Feiertagsprediger, Andreas Schärtel, Organist |
| 1795 bis 1798         | Anselmus Neumann           | Prior |
| 1799                  | Edmundus Adam              | Prior |
| bis 1810              | Vinzenz Mitschker          | Prior |

## Anmerkung
1. ↑  Nach Colmar Grünhagen ist dieses Croschna aber nicht Crossen, das ihm zu weit abseits der anderen genannten Klöster lag. Crossen gehörte damals auch nicht zum Herrschaftsbereich von Herzog Heinrich IV., sondern war zwischen 1277 und 1314 an die Markgrafen von Brandenburg verpfändet. Auch Eduard Mühle bietet in seiner Abbildung auf S. 35 Klöster und Bettelorden im piastischen Polen des 13. Jahrhunderts keine Lokalität für dieses Croschna an. Dagegen wird es von Klaus-Bernward Springer, Christian Gahlbeck und Felix Escher ohne weitere Diskussion mit Crossen (Krosno Odrzańskie) identifiziert.

Koordinaten: 50° 35′ 24,3″ N, 16° 48′ 47,9″ O